# Konyár
Konyár är en ort i Ungern.   Den ligger i provinsen Hajdú-Bihar, i den östra delen av landet, 200 km öster om huvudstaden Budapest. Konyár ligger 95 meter över havet och antalet invånare är 2 257.
Terrängen runt Konyár är mycket platt. Runt Konyár är det ganska glesbefolkat, med 29 invånare per kvadratkilometer. Närmaste större samhälle är Derecske, 8,4 km väster om Konyár. Trakten runt Konyár består till största delen av jordbruksmark.